# هنری تریشام

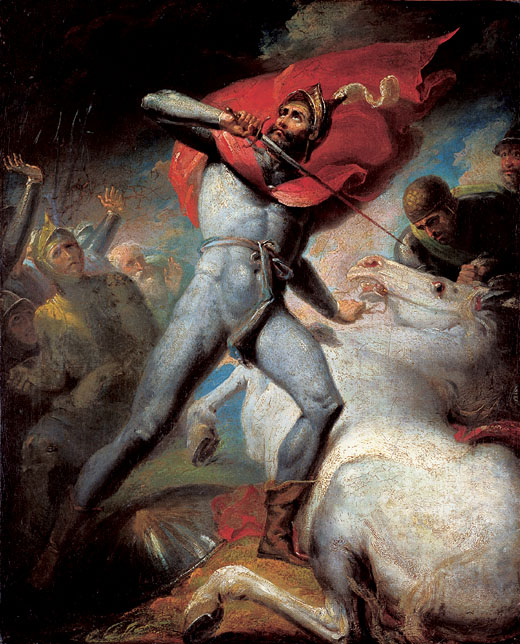
تابلوی ریچارد نویل، شانزدهمین ارل واریک در بحبوحه نبرد تاوتون

هنری تریشام (انگلیسی: Henry Tresham; ۱ ژانویهٔ ۱۷۵۱ – ۱۷ ژوئن ۱۸۱۴) نقاش تاریخی متولد ایرلند بود که در اواخر قرن ۱۸ میلادی در لندن فعالیت عمده داشت. او در آغاز کار مدتی را در شهر رم به سر برد و استاد نقاشی آکادمیک سلطنتی در لندن از سال ۱۸۰۷ تا ۱۸۰۹ میلادی بود.